# ه
La hāʾ (en árabe ﻫﺎء, hāʾ [haːʔ]) es la vigesimosexta letra del alfabeto árabe. Representa un sonido fricativo, glotal y sordo, /h/. En la numeración abyad tiene el valor de 5.
La combinación de esta letra con los dos puntos de la ta' da: lugar a la ta' marbuta.
En el estilo caligráfico nasji y en otros hāʾ tiene un aspecto diferente en todas las posiciones que ocupa de la palabra; no obstante, es habitual escribirla con su forma inicial tanto en la posición aislada como media. 

## Uso
Hāʾ se usa como sufijo (con el harakat dictado por ʾIʿrab ) que indica posesión, indicando que el sustantivo marcado con el sufijo pertenece a un poseedor masculino específico; por ejemplo, كِتَاب kitāb ("libro") se convierte en كِتَابُهُ kitābuhu ('su libro') con la adición de una hāʾ  final; el poseedor está implícito en el sufijo. Un ejemplo más largo, هُوَ يَقْرَأُ كِتَابَهُ , (huwa yaqraʼu kitābahu , "él lee su libro") indica más claramente el poseedor.
Hāʾ también se usa como la abreviatura árabe para las fechas posteriores a la era islámica, que se suele escribir en letras latinas como AH .
El sufijo hāʾ añadido a un verbo representa un objeto masculino (por ejemplo يَقْرَأُهُ , yaqraʾuhu, 'él lo lee').
La forma femenina de esta construcción es en ambos casos ـهَا -hā .

## Descendientes
En caligrafía nastaliq la letra tiene una variante, gol he, con sus propias formas particulares. Como el urdu y otros idiomas de Pakistán generalmente se escriben en nastaliq, normalmente emplean esta variante, a la que se le asigna un punto de código independiente (U+06C1) por compatibilidad:
| Posición | Aislada | Final | Media | Inicial |
| -------- | ------- | ----- | ----- | ------- |
| Forma:   | ہ       | ـہ    | ـہـ   | ہـ      |

Para la aspiración y la voz entrecortada, el urdu y otros idiomas de Pakistán usan la forma medial (en escritura nastaliq) o inicial (en escritura nasji) de hāʾ, llamada en urdu do cashmī he ('he de dos ojos'):
| Posición | Aislada | Final | Media | Inicial |
| -------- | ------- | ----- | ----- | ------- |
| Forma:   | ھ       | ـھ    | ـھـ   | ھـ      |

Varios idiomas túrquicos de Asia Central como el uigur y el kurdo también usan esta letra para la fricativa /h/.

### Ae arábigo
Muchos idiomas turcos de Asia Central como el uigur y el kurdo usan una modificación de la letra para las vocales anteriores /æ/ o /ɛ/. Esto tiene su propio punto de código (U+06D5). Para distinguirlo del árabe hāʾ /h/, la letra carece de sus formas inicial y medial:
| Posición | Aislada | Final | Media | Inicial |
| -------- | ------- | ----- | ----- | ------- |
| Forma:   | ە       | ـە    | ـە    | ە       |

Por el contrario, la letra utilizada para /h/, que aparece en préstamos, utiliza solo las formas inicial y medial del árabe hāʾ, incluso en posiciones aisladas y finales. En Unicode,U+06BE ھ Arabic Letter Heh Doachashmee se usa para esto.
| Aislado | Final | Medio | Inicial |
| ------- | ----- | ----- | ------- |
| ھ       | ـھ    | ـھـ   | ھـ      |

Algunas palabras de ejemplo en uigur incluyen شاھ (shah), una palabra prestada del persa y سۈلھ ( sülh ), un préstamo del árabe.